# Маркку Славик
Маркку Славик (нім. Markku Slawyk, 8 грудня 1962) — німецький хокеїст на траві.
Срібний призер Олімпійських Ігор 1984 року.